# 安墩镇
安墩鎮是中國廣東省惠州市惠東縣下轄的一個鎮，位于惠东县北部，与多祝、白盆珠、宝口等镇和紫金县的蓝塘镇相邻，下轄1個社區居委会和21個行政村。轄區總面積432平方公里，人口4.9萬。

## 行政区划
安墩镇下辖以下村级行政区划单位
安墩社区、宝安村、水美村、洋潭村、新村、热汤村、大布村、和岭村、黄沙村、新田村、南华村、葵双村、佐华村、珠湖村、澄华村、石珠村、石塘村、梓横村、杉园村、仙洞村、上洞村、下洞村和白沙村。

## 外部連結
- 惠東縣人民政府門戶網站